# Serge Le Dizet
Serge Le Dizet (ur. 27 czerwca 1964 roku w Douarnenez, w Bretanii), francuski piłkarz i trener piłkarski. Od stycznia 2005 do września 2006 roku był trenerem FC Nantes. Wcześniej prowadził drużynę juniorów oraz pracował w sztabie szkoleniowym tego zespołu jako asystent.

## Sukcesy piłkarskie
- mistrzostwo Francji 1995 z FC Nantes
- awans do Ligue 1 w sezonie 1982–83 ze Stade Rennais